# Musée de Notre Dame de Paris
Musée de Notre Dame de Paris bylo malé muzeum v Paříži věnované historii katedrály Notre-Dame. Nacházelo se v domě č. 10 v ulici Rue du Cloître-Notre-Dame naproti severnímu křídlu katedrály.
Muzeum bylo založeno v roce 1951, aby představovalo historii katedrály a vystavovalo předměty od římských dob až po 19. století nalezené v katedrále při archeologických vykopávkách. Kromě nich ukazuje i další předměty vztahující se k dějinám katedrály jako jsou výkresy, plány a rytiny, zmenšené modely, moderní obrazy i historické dokumenty, včetně návrhu na obnovení chrámu, který podepsal mimo jiné Victor Hugo a Jean Auguste Dominique Ingres.
Muzeum bylo uzavřeno v listopadu 2008.